# Cimitirul Eroilor din primul război mondial din Călinești
Cimitirul Eroilor din primul război mondial din Călinești este un sit aflat pe teritoriul localității Călinești, acum componentă a orașului Brezoi.
Amenajarea Cimitirului eroilor din satul Călinești a început în primăvara anului 1921 de către Asociația „Cultul eroilor” din Germania în colaborare cu Asociația militară din România. Aici sunt înhumate osemintele ostașilor români și germani morți în octombrie 1916 pe frontul din sectorul Văii Oltului.
În perioada anilor 1930-1933, la monument a fost adăugată o cruce de marmură la cererea familiei sublocotenentului Teodor Gh. Crăsnaru, pentru unicul lor fiu, mort în luptele de pe Olt, din 1916, la vârsta de 26 ani. După anul 1948, o parte din marmură s-a vopsit cu roșu; au fost îndepărtate medalioanele cu Regele Ferdinand și Regina Maria, cât și stema regală, ce erau turnate în bronz.